# Рундквист, Николай Антонович
Никола́й Анто́нович Рундквист (род. 30 марта 1957 или 1957, Кривой Рог, Днепропетровская область) — советский и российский путешественник, писатель, географ, краевед. Кандидат технических наук, член Союза журналистов России (1995). Многократный чемпион СССР и России по спортивному туризму, мастер спорта СССР по туризму.

## Биография
Родился 30 марта 1957 года в городе Кривой Рог в семье доцента Криворожского горнорудного института.
До 1967 года жил в Ленинграде, с 1967 года живёт в Свердловске. В 1979 году с отличием окончил металлургический факультет Уральского политехнического института, в 1984 году защитил кандидатскую диссертацию по теме «Структура и свойства нержавеющих мартенситно-стареющих сталей». До 1990 года работал на кафедре металловедения в УПИ. С 1990 года является профессиональным путешественником и писателем.
Являлся организатором и участником экспедиций «Большой Урал» (1991 год, Магнитогорск — побережье Карского моря, 100 дней, 3335 км) и «Дорогами России» (1997 год, Выборг — мыс Дежнёва, 153 дня, 13 987 км) и других.
В соавторстве с О. Задориной и фотографом П. Захаровым издал краеведческие энциклопедии «Свердловская область» и «Урал».
Н. А. Рундквист является президентом Российской ассоциации пешеходных путешественников и участником оргкомитета Европейской ассоциации путешественников.